# Lucio Livineyo Régulo
Lucio Livineyo Régulo (en latín, Lucius Livineius Regulus) fue un político y militar romano del siglo I a. C.

## Familia y carrera
Era hijo de Lucio Livineyo Régulo, senador de rango pretorio, y hermano de Marco Livineyo Régulo. Junto con su hermano, destacó en la defensa de Cicerón cuando este fue exiliado. Partidario de Julio César, fue uno de los prefectos de Roma que el dictador dejó a cargo de la ciudad cuando marchó a combatir en Hispania a los hijos de Pompeyo. Luchó del lado cesariano en la guerra africana. Su nombre aparece en varias monedas de la época triunviral.